# Hyracodontidae
Hyracodontidae − wymarła rodzina ssaków z rzędu nieparzystokopytnych, blisko spokrewnionych z dzisiaj istniejącą rodziną nosorożcowatych. Żyły od wczesnego eocenu do wczesnego miocenu.
Zaliczały się do niej zarówno zwierzęta niezbyt duże (Hyracodon, 1,5 m), jak i największe lądowe ssaki wszech czasów (Indricotherium).

## Podrodziny
Do rodziny należą następujące podrodziny:
- Alloceropinae
- Hyracodontinae
- Triplopodinae